# Vuohisaari (ö i Södra Savolax, Pieksämäki, lat 62,20, long 27,98)
Vuohisaari är en ö i Finland. Den ligger i sjön Haukivesi och i kommunen Jorois i den ekonomiska regionen  Pieksämäki ekonomiska region  och landskapet Södra Savolax, i den södra delen av landet, 270 km nordost om huvudstaden Helsingfors. Öns area är 2,6 hektar och dess största längd är 300 meter i sydöst-nordvästlig riktning.